# Thoropa
Thoropa és un gènere de granotes de la família Leptodactylidae.

## Taxonomia
- Thoropa lutzi
- Thoropa megatympanum
- Thoropa miliaris
- Thoropa petropolitana
- Thoropa saxatilis